# 아무르불가사리
아무르불가사리(학명 : Asterias amurensis)는 극피동물문 불가사리강에 속하는 무척추동물이다. 태평양 북서에 널리 분포한다.
‘바다의 해적’이라 불릴만한 아무르불가사리는 무차별적인 포식자이다. 소름끼칠 정도의 크기에 희거나 누르스름한 몸체 위에 얼룩덜룩한 푸른 점 무늬가 있어 혐오스러운 인상을 준다.

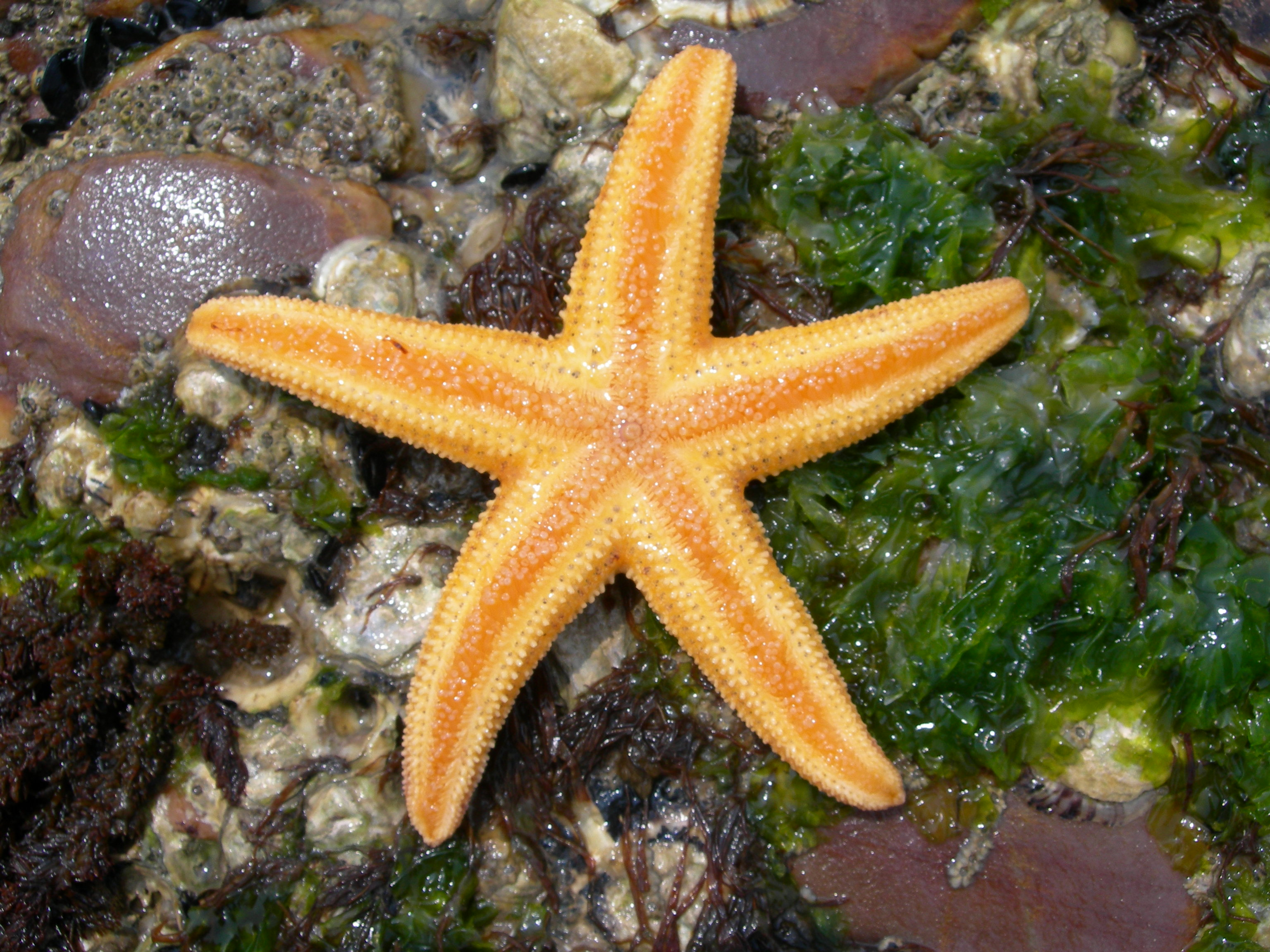
뒤집힌 아무르불가사리 모습

북쪽에 있는 캄차카반도나 홋카이도 등 추운 지방에서 건너온 영향으로 수온이 내려가는 겨울철 움직임이 활발해진다. 반대로 물이 따뜻해지는 여름이 되면 수온이 낮은 연안에서 떨어진 깊은 곳으로 이동해서 여름잠을 잔다. 아무르불가사리는 조개류를 포식할 때 몸의 중심부에서 뻗어나간 다섯 개의 팔로 조개를 감싼 후, 팔 밑에 무수히 붙어 있는 관족으로 압박을 가해 조개 입을 강제로 벌린다. 조여드는 힘을 견디지 못한 조개가 조금이라도 입을 벌리면 불가사리는 틈새로 위장을 뒤집은 채 밀어 넣는다. 조개 몸속으로 들어간 위장의 소화효소는 조갯살을 녹여 흡수하는데 얼마 지나지 않아 조개는 껍데기만 남고 만다. 일단 아무르불가사리 떼가 한번 지나간 곳에는 살아남은 조개가 남지 않을 정도여서 말 그대로 싹 쓸고 지나간다는 표현이 적당하다. 실험 결과에 의하면 성숙한 아무르불가사리 한 마리가 하루 동안에 멍게 4개, 전복 2개, 홍합 10개를 거뜬히 먹어 치운다고 한다.
아무르불가사리가 전 세계에 급속도로 퍼지게 된 것은 선박의 활발한 이동에 기인한다. 선박은 자체 무게 중심을 맞추기 위해 화물을 내리는 항구에서는 바닷물을 채우고, 화물을 싣는 항구에서는 바닷물을 버리기를 반복한다. 이때 바닷물과 함께 선박으로 들어온 아무르불가사리 유생들이 배를 타고 전 세계로 퍼져나가게 되었다. 특히 이들은 플랑크톤 상태로 이곳저곳을 떠다니다가 자기가 살기에 적합한 곳에 이르러서야 변태를 시작한다. 또한 성체가 된 후 사는 곳이 마땅치 않으면 몸에 공기를 채워 부력을 확보한 후 조류를 타고 이동할 수도 있다. 이러한 이유 등으로 UN과 국제해양기구가 다른 지역으로 이동시 심각한 생태계 파괴가 우려되는 것으로 지정한 유해 생물 10종에 적조, 콜레라 등과 함께 아무르불가사리가 포함된다.